# 660年代
660年代（ろっぴゃくろくじゅうねんだい）は、西暦（ユリウス暦）660年から669年までの10年間を指す十年紀。

## できごと

### 660年
- 新羅と唐の連合軍が百済を滅ぼす。

### 661年
- 第4代の正統カリフであるアリーが暗殺（英語版）され、ウマイヤ家のムアーウィヤがカリフとなる。ウマイヤ朝イスラム帝国成立。

### 663年
- 白村江の戦いで、日本が、唐・新羅連合軍（唐・新羅の同盟）に大敗する。

### 667年
- 近江国の大津へ遷都（- 672年）

### 668年
- 高句麗が唐によって滅ぼされる（唐の高句麗出兵）。
- 中大兄皇子が天皇に即位し、天智天皇となる。